# Юсуф Карш
Юсуф Карш (вірм. Յուսուֆ Քարշ, також Hovsep Karsh Հովսեփ Քարշ; 23 грудня 1908 — 13 липня 2002) — канадський фотограф-портретист вірменського походження. Музей мистецтва Метрополітен вважає його «одним з найвеличніших портретних фотографів 20 століття, що досяг особливого стилю у своєму театральному освітленні».

## Життя і кар'єра
Юсуф Карш народився у Мардіні, місті на сході Османської імперії (сучасна Туреччина). Він виріс під час геноциду вірмен про який писав: «Я бачив знищення родичів; моя сестра померла від голоду коли ми переїжджали від села до села». У віці 16 років батьки посилають Юсуфа жити з його дядьком Джоржем Накашем, котрий працював фотографом у Шербруку (провінція Квебек, Канада). Там Карш коротко відвідував школу та асистував дядькові у студії. Накаш побачив великий потенціал свого племінника і 1928 віддає Карша у науку до портретного фотографа Джона Гаро з Бостона (Массачусетс, США). Брат Юсуфа — Малак Карш, також був фотографом.
До Канади Карш повертається чотирьома роками пізніше, уже з амбіціями. У 1931 р. він починає працювати з фотографом Джоном Повлсом, у студії останнього на другому поверсі будинку Харді Аркаде за адресою 130 Спарк Стріт, в Оттаві, (провінція Онтаріо), неподалік від парламентського пагорбу. Коли Повлс завершує кар'єру у 1933 р. Карш стає одноосібним власником студії. Першу персональну виставку Карш проводить у 1936 р. у вітальні готелю Шато-Лорьє. В цей же готель у 1973 р. він переносить свою студію. Там вона залишатиметься до закінчення фотографом кар'єри у 1992 р.
Тодішній прем'єр-міністр Канади Маккензі Кінг відкриває талант Карша і вводить традицію портретних фотосесій чиновників у фотографа. Роботи Карша привертають увагу різного бомонду і 30 грудня 1941 року він фотографує Вінстона Черчилля після промови останнього у Палаті громад Канади в Оттаві.
Фото Черчілля приносить Каршу міжнародну популярність і дозволяє претендувати на стутус найбільш тиражованого в історії фотопортрету. У 1967 р. Карш був нагороджений Орденом Канади, ступінь «Офіцер», який в 1990 р. підвищили до ступеню «Компаньйон».
Із ста найбільш відомих людей століття названих виданням «International Who's Who» у 2000 р. Карш фотографував 51. Юсуф також став єдиним канадцем, що потрапив у список.
Наприкінці 1990-х Карш переїжджає до Бостона і 13 липня 2002 року, у віці 93 років, помирає в госпіталі Бригама і Жінок унаслідок ускладнень після хірургічного втручання. Він був похований на цвинтарі Нотр-Дам в Оттаві.

## Роботи
Карш був майстром студійного світла. Однією з особливостей техніки Карша було використання окремого освітлення для кожної з рук портретованого. Він фотографував багато кого з великих і знаменитих особистостей свого покоління. Протягом більшості своєї кар'єри він використовував камеру 8 на 10 дюймів фірми Calumet (1997.0319) зробленої близько 1940 р. у Чикаго. Журналіст Джордж Перрі написав у британській газеті «The Sunday Times»: «коли знамениті починають думати про безсмертя вони кличуть Карша з Оттави».
Карш мав дар вловити суть суб'єкта в момент його портретування. У своїй роботі «Портфоліо Карша» (1967) він написав: «У кожному чоловікові й жінці криється секрет і моїм завданням як фотографа є виявити його, якщо я зможу. Відкриття, якщо воно відбувається, приходить у малій частці секунди у вигляді несвідомого жесту, блиску очей, короткого підйому маски, яку носять всі люди, щоб приховати потаємних себе від світу. У цьому швидкоплинному інтервалі можливості фотограф повинен діяти або втрачати свій приз».
Карш говорив: «Моєю головною радістю є фотографувати великих серцем, розумом, духом, без різниці знамениті вони чи скромні». Його роботи присутні у постійних експозиціях Національної галереї Канади, Музею сучасного мистецтва й Музею мистецтва Метрополітен у Нью-Йорку, Музеї Джорджа Істмена, Національній бібліотеці Франції, Національній портретній галереї у Лондоні, Національній портретній галереї Австралії і у багатьох інших місцях. Бібліотека та архів Канади є власником повної колекції спадщини фотографа включаючи негативи, фотокартки та документи. Його фотообладнання було пожертвувано для Канадського музею науки і технології в Оттаві.

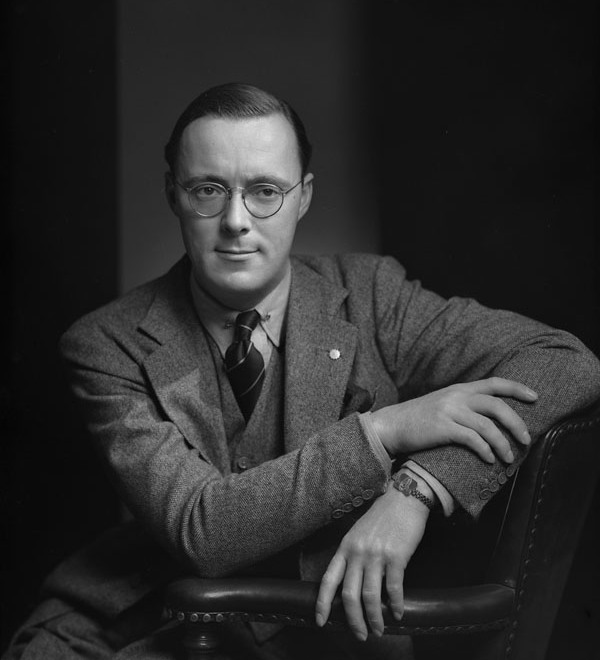
Портрет принца Бернарда Ліппе-Бестерфельдського

Карш опублікував 15 книг своїх фотографій, котрі включали в себе короткий опис фотосесій протягом яких він міг задавати питання та розмовляти з своїми клієнтами для того, щоб розслабити їх під час компонування портрету. Серед відомих особистостей сфотографованих Каршем були фельдмаршал Алан Френсіс Брук, Мухаммед Алі, Маріан Андерсон, Вістен Г'ю Оден, Джоан Баез, принц Бернард Ліппе-Бестерфельдський, Зульфікар Алі Бхутто, Гамфрі Богарт, Александр Колдер, Пабло Касальс, Фідель Кастро, Сунг Меі-лінг, Вінстон Черчилль, Джоан Кроуфорд, Рут Дрейпер, Альберт Ейнштейн, Дуайт Ейзенхауер, Єлизавета II, Роберт Фрост, Кларк Ґейбл, Індіра Ганді, письменник Сіра Сова, Ернест Хемінгуей, Одрі Гепберн, папа Іван Павло II, Чак Джонс, Карл Густав Юнг, Гелен Келлер та Поллі Томпсон, Грейс Келлі, Жаклін Кеннеді, Джон Кеннеді, Петер Лорре, Брати Маркс, Джавахарлал Неру, Джорджія О'Кіф, Лоуренс Олів'є, генерал Джон Першинг, Пабло Пікассо, папа Пій XII, принц Монако Реньє III, Поль Робсон, рок гурт Rush, Альберт Швейцер, Бернард Шоу, Ян Сібеліус, П'єр Трюдо, Енді Воргол, Френк Ллойд Райт.
Добре знаною є історія про те як Карш створив знаменитий портрет Черчілля на початку Другої світової війни. Британський прем'єр-міністр Черчілль саме виступив перед парламентом Канади і Карш був там же, щоб увіковічнити одного з найвеличніших лідерів століття. «Він був не в настрої для портретування і дві хвилини було всім, що він міг дозволити мені під час свого пересування від Палати Громад до передпокою» — написав Карш у книзі «Обличчя нашого часу». «Дві скупі хвилини протягом котрих я повинен був спробувати зафіксувати на плівці людину про яку вже написали або надихнулися до написання бібліотеки книг, яка збила з пантелику усіх своїх біографів, заповнила своєю славою весь світ, а мене, у честь цієї події, жахом».
Черчілль сердито промарширував у кімнату «розглядаючи мою камеру так ніби він розглядав німецького ворога». Його експресія ідеально підходила Каршу але сигара зажата між зубами видавалася несумісною у урочистій та формальній обстановці. «Інстинктивно я забрав сигару. Через це Черчілль глибоко нахмурився, його голова войовничо висунулася вперед, а рука в гнівній позі розмістилася на стегні».
Зображення ідеально вловило Черчіля і Британію — зухвалими і непереможними. Пізніше Черчілль сказав Каршу: «Ви зможете змусити фотографуватися навіть рикаючого льва». Саме тому Карш дав фотографії назву «Рикаючий лев».
Однак, улюблена світлина Карша була знята відразу після цієї. На ній настрій Черчілля значно покращився, він багатозначно стоїть у тій самій позі але посміхається. 26 квітня 2013 р. Банк Англії оголосив, що більш відоме зображення буде використано на купюрі в 5 фунтів стерлінгів, яку почнуть друкувати з 2016 р.

## Визнання
У 2009 році, в Оттаві життя і праця Юсуфа Карша були відзначені у ході «Фестивалю Карша» проведеного у співпраці між Канадським музеєм науки і технології та Портретною галереєю Канади.
Він був обраний членом Королівської канадської академії мистецтв.
Пошта Канади відзначила соту річницю з дня народження Карша випуском трьох марок із роботами Карша. Знаменитий портрет Черчілля розміщений на міжнародній марці і має номінальну вартість 1,6 канадських доларів, плечовий профіль знятої у 1956 році Одрі Гепберн прикрашає марку призначену для пересилки по континенту і має номінальну вартість 0,96 канадських долара, а автопортрет самого Юсуфа оглядаючого фотографічні пластини з'явився на марці для внутрішніх пересилок з ціною 0,52 канадських долара. Сувенірний набір містить додаткові зображення 24 зроблених Каршем портретів декого з найбільш відомих і цікавих людей у світі включаючи серед інших: Волта Діснея, Мухаммеда Алі, Матір Терезу, Гамфрі Богарта, Індіру Ганді, Софію Лорен, Дуайта Ейзенхауера, Ернеста Хемінгуея, Микити Хрущова, Мартіна Лютера Кінга, папи Івана ХХІІІ, Пабло Пікассо, Діззі Гіллеспі, королеви Єлизавети ІІ і підтверджує вибір та обсяг роботи Карша.
Карш вплинув на багатьох інших фотографів, що працювали у різних стилях стати більш незалежними і в подальшому мотивував багатьох інших митців.
3 грудня 1959 року Карш з'явився як гість на ТВ-шоу «Сказати правду».
У 2005 р. Оттава встановлює «Приз Карша», на честь Юсуфа і Малака Каршів, яким нагороджуються фотохудожники з цього міста. Карш також фотографував канадський рок-гурт Rush для їхнього альбому Grace Under Pressure (1984 р.). Гедді Лі з «Rush» охарактеризував світлину, як типове фото з бар-міцви.
У 2015 р. Міжнародний астрономічний союз і Інститут Карнегі оголосили переможців публічного конкурсу на право надати назву п'ятьом геологічно значущим ударним кратерам виявлених на знімках Меркурія знятих апаратом MESSENGER. Згідно правил МАС кратери на Меркурії названі на честь історично значущих діячів у світі мистецтва. На знак визнання видатного внеску Юсуфа Карша у портретну фотографію один з п'яти кратерів був названий «Карш».

## Публікації
- Faces of destiny; portraits by Karsh (1946)
- Canada: as seen by the camera of Yousuf Karsh and described in words by John Fisher (1960)
- In search of greatness; reflections of Yousuf Karsh (1962)
- Karsh portfolio (1967)
- portraits by Karsh (1968)
- Faces of Our Time (1971)
- Karsh portraits (1976)
- Karsh Canadians (1978)
- Karsh: a fifty-year retrospective (1983)
- Karsh: l'art du portrait (1989)
- Karsh: American legends (1992)
- Portrait in Light and Shadow: the Life of Yousuf Karsh (2007)
- Karsh 100: A Biography in Images (MFA Publications, 2004)

## Біографічні фільми
- «Karsh is History» Виробництво Grand Nord спільно з Портретною галереєю Канади. Режисер Йозеф Хіллель (2009 р).